# Frontière entre la France et le Vanuatu
La frontière entre la France et le Vanuatu est intégralement maritime, dans l'océan Pacifique, et sépare l'archipel des Vanuatu de la Nouvelle-Calédonie. Il subsiste un désaccord entre les deux pays au sujet des îles Hunter et Matthew.

## Historique

Carte topographique de la Nouvelle-Calédonie et du Vanuatu. Un différend oppose ces deux territoires sur la souveraineté des îles Matthew et Hunter.

Le condominium franco-britannique des Nouvelles-Hébrides accède à l'indépendance en 1980 et devient le Vanuatu. Le pays revendique la souveraineté sur les îles Hunter et Matthew, que la France considère comme appartenant à la Nouvelle-Calédonie.
Le 11 janvier 1983, une convention fixant la frontière entre les Fidji et la France est signée à Suva ; elle prend comme point de référence l'île Hunter pour mesurer la distance entre les deux pays. Deux mois plus tard, en mars 1983, le Vanuatu conteste la souveraineté française sur les îles Matthew et Hunter. Une frégate vient réaffirmer la souveraineté française sur l'île Hunter peu après.
En 2015, des négociations ont lieu avec la France. Elles se poursuivent en 2018, sans que la question ne soit réglée. Cette querelle territoriale a des implications importantes pour l'extension de la zone économique exclusive vanuataise.
Lors de la visite du président français Emmanuel Macron au Vanuatu en juillet 2023, la France indique — sans revenir sur les décisions unilatérales de 1983 —souhaiter conclure un accord d'ici la fin 2023 pour « définir un espace partagé ou une gestion partagée des ressources »